# 태평양의 기적 - 폭스라 불렸던 남자
태평양의 기적 - 폭스라 불렸던 남자(太平洋の奇跡-フォックスと呼ばれた男, Oba: The Last Samurai)는 일본에서 제작된 히라야마 히데유키 감독의 2011년 드라마 영화이다. 다케노우치 유타카 등이 주연으로 출연하였고 아마기 모리오 등이 제작에 참여하였다. 제2차 세계 대전 태평양 전쟁 드라마 영화이다.

## 출연

### 주연
- 다케노우치 유타카
- 숀 맥고원

### 조연
- 이노우에 마오
- 다니엘 볼드윈
- 트리트 윌리암스
- 카라사와 토시아키
- 매튜 R. 앤더슨
- 러셀 제프리 뱅스
- 마이크 던
- 하랜 글렌
- 오카다 요시노리
- 조디 빌라수소
- 야마다 타카유키
- 나카지마 토모코
- 벤가루

## 제작진
- 프로듀서: 아사미 히로야스
- 프로듀서: 시마타니 요시나리
- 조감독: 초노 히로시
- 조감독: 셀린 글럭
- 조감독: 오노우에 카츠로
- 미술: 나카자와 카츠미